# Psorobia ovis
Psorobia ovis är en spindeldjursart som först beskrevs av Womersley 1941.  Psorobia ovis ingår i släktet Psorobia och familjen Psorergatidae. Inga underarter finns listade i Catalogue of Life.